# Mennonicki dom modlitwy w Kazuniu Nowym

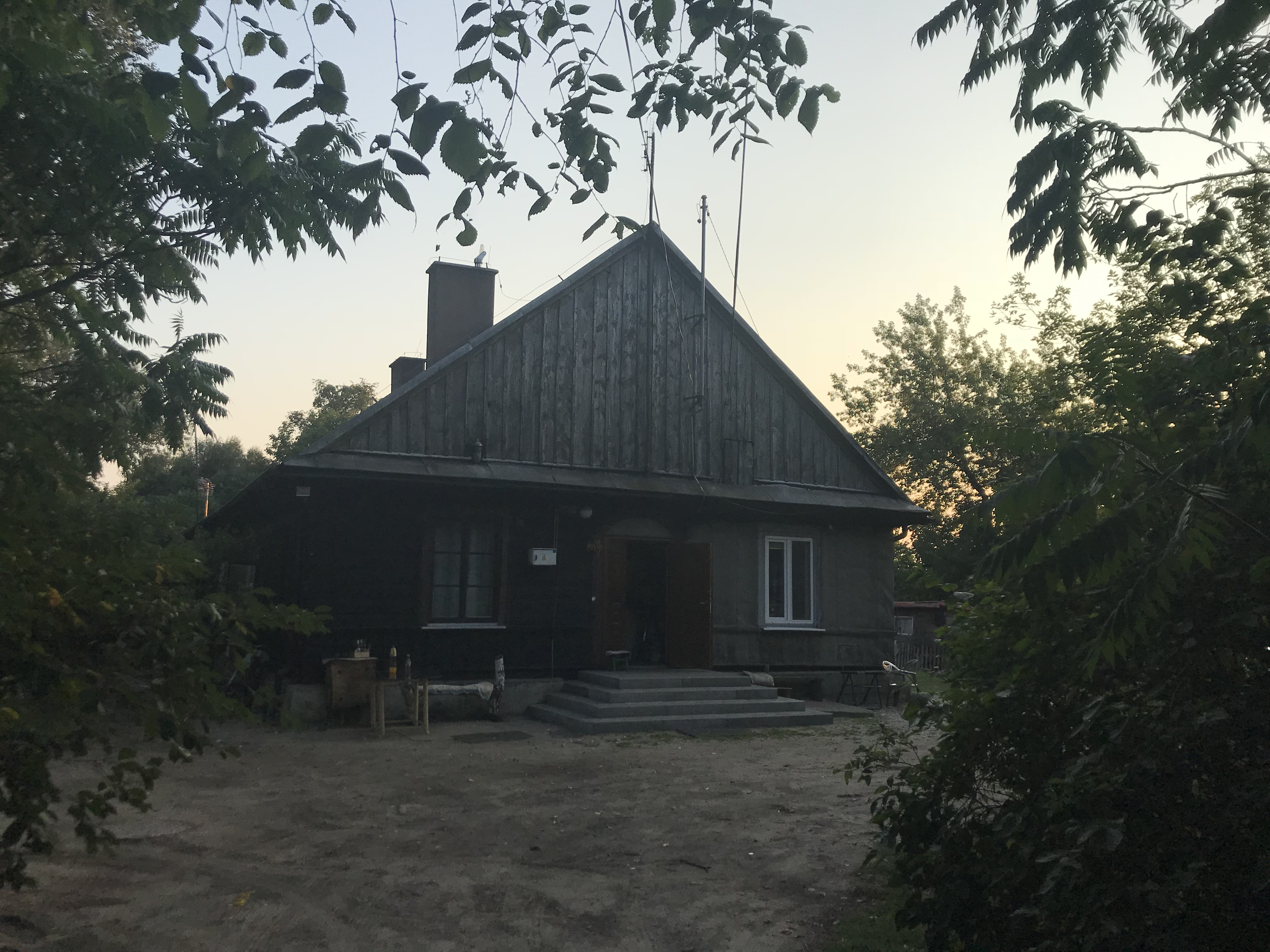
Mennonicki dom modlitwy w Kazuniu Nowym (wrzesień 2019)

Mennonicki dom modlitwy w Kazuniu Nowym – drewniany budynek z 1892 należący do końca II wojny światowej do gminy mennonickiej w Kazuniu Nowym (niem. Deutsch Kazun) i pełniący funkcje domu modlitwy. Obecnie jest budynkiem mieszkalnym.

## Historia
Gmina mennonitów powstała  w Kazuniu Nowym w 1776. W chwili powstania była gminą najdalej położoną na wschodnich terenach Polski. Miała charakter mieszany flamandzko-fryzyjski. Jej pierwsi członkowie wywodzili się z osad fryzyjskich z okolic Chełmna i Grudziądza (głównie Mątaw-Grupy, Sosnówki i Nieszawki).
W 1823 gmina wybudowała tutaj swój pierwszy dom modlitwy. Wylew Wisły w 1891 spowodował jego całkowite zniszczenie.
Zachowany do chwili obecnej dom modlitwy został wzniesiony w 1892 (poświęcenia dokonano 30 października tego roku). Na skutek walk podczas I wojny światowej był uszkodzony do tego stopnia, że przez jeden rok wierni musieli korzystać z domu modlitwy w Nowym Wymyślu. Po remoncie przywrócono go do użytku w 1924.
Wraz z wysiedleniami ludności mennonickiej uznawanej przez władze za niemiecką budynek przestał być wykorzystywany na cele religijne w 1945. Później mieściła się w nim szkoła, od 1960 siedziba gminy i posterunek Milicji Obywatelskiej. Następnie został przeznaczony na cele mieszkalne.
Nieopodal obiektu, po drugiej stronie drogi łączącej Nowy Dwór Mazowiecki z Warszawą, na terenie między wałem przeciwpowodziowym i Wisłą znajduje się nieczynny od 1945, zrujnowany cmentarz mennonicki.

## Opis
Obiekt jest drewniany, zbudowany na planie prostokąta, bez żadnych znamion budynku sakralnego. W czasie gdy był domem modlitwy, większą jego część stanowiła sala nabożeństw z oknami z trzech stron. Do sali tej prowadziła centralnie położona długa sień. Po obu jej stronach znajdowały się cztery izby z przeznaczeniem na cele mieszkalne i szkolne. Maciej Warchoł w publikacji pt. Katalog domów modlitwy mennonitów na ziemiach polskich. Przyczynek do badań nad budownictwem sakralnym mennonitów scharakteryzował obiekt następująco: „Budynek konstrukcji zrębowej, mieszanej z sumikowo-łątkową, szalowany deskami. Wnętrza tynkowane. Ściany zwieńczone wydatnym gzymsem okapowym, całość nakryta dachem dwuspadowym, krytym blachą.”